# Distrito de Delitzsch
El Distrito de Delitzsch (en alemán: Landkreis Delitzsch) fue, hasta 2008, el Landkreis (distrito) más septentrional de Sajonia (Alemania), junto con el distrito de Torgau-Oschatz. Limitaba al norte con el land de Sajonia-Anhalt (distritos de Bitterfeld y Wittenberg), al este con el distrito de Torgau-Oschatz, al sudoeste con el distrito del Valle del Mulde, en su frontera meridional con la ciudad independiente (kreisfreie Stadt) de Leipzig y el distrito de la Comarca de Leipzig y al oeste de nuevo con Sajonia-Anhalt (distrito de Saale).

## Historia
Después del congreso de Viena en el año 1815 Sajonia tuvo que ceder cantidades grandes de su territorio a Prusia, incluyendo la región de Delitzsch. El gobierno prusiano estableció distritos en las tierras que adquirió, entre ellas el distrito de Delitzsch.
Con la disolución de Prusia al final de la Segunda Guerra Mundial, el distrito de Delitzsch quedó integrado en el nuevo land de Sajonia-Anhalt; pero la República Democrática Alemana suprimió la estructura de estados federados en 1953. Tras la reunificación alemana, los distritos de Delitzsch y Ellenburg se integraron en el land de Sajonia, absorbiendo el primero al segundo en la reforma territorial de 1994. Con la nueva reforma de los distritos de Sajonia, el distrito de Delitzsch se fusionó el 1 de agosto de 2008 con el de Torgau Oschatz en el nuevo distrito de Sajonia Septentrional.

## Composición del distrito
(Número de Habitantes a 30 de junio de 2006)
| Ciudades 1. Bad Düben (8.810) 2. Delitzsch, Grandes Ciudades (27.614) 3. Eilenburg, Grandes Ciudades (17.454) 4. Schkeuditz (18.478) 5. Taucha (14.516) | Municipios 1. Doberschütz (4.476) 2. Jesewitz (3.167) 3. Kossa (2.456) 4. Krostitz (4.022) 5. Laußig (2.027) 6. Löbnitz (2.260) 7. Neukyhna (2.544) 8. Rackwitz (5.324) 9. Schönwölkau (2.713) 10. Wiedemar (2.247) 11. Zschepplin (3.283) 12. Zwochau (1.111) |